# The Afghan Whigs

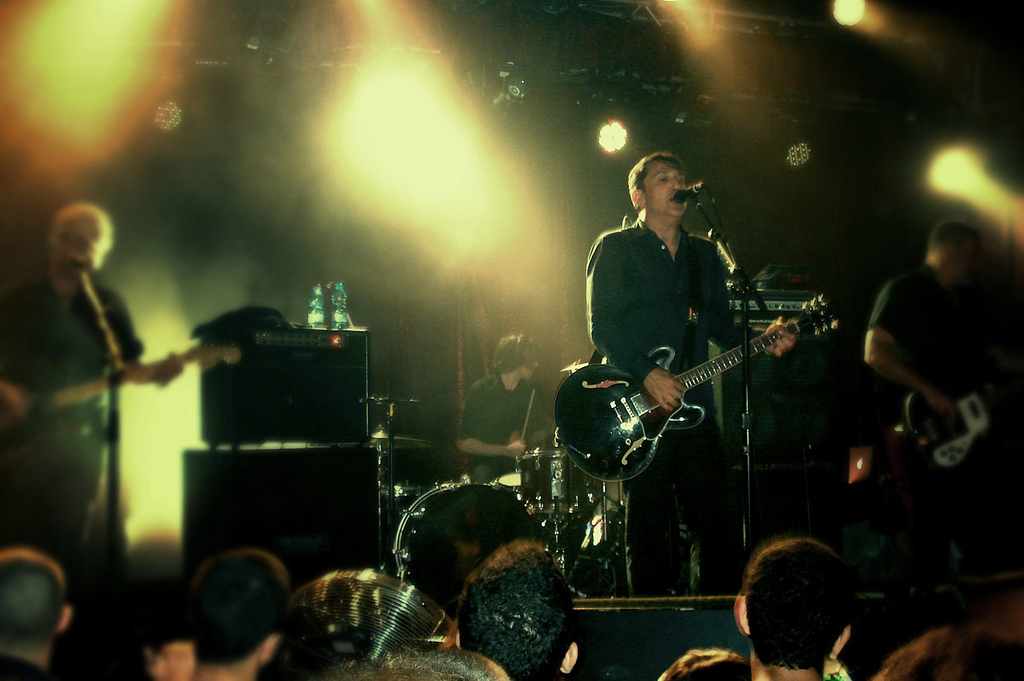
The Afghan Whigs in 2014

 The Afghan Whigs  is een Amerikaanse rockband, opgericht in 1986 in Cincinnati (Ohio).

## Geschiedenis
De band bracht in 1988 zijn eerste album uit, getiteld Big Top Halloween. Het album Gentlemen (1993) slaat goed aan in Nederland en België, en weet mee te liften op de grunge-hype.
Het nummer "Debonair" wordt een culthit en Afghan Whigs groeit in de jaren '90 uit tot een van de toonaangevende alternatieve rockbands, samen met The Smashing Pumpkins, Buffalo Tom, Dinosaur Jr., e.a.
De band treedt onder andere op op Lowlands (1994), Pinkpop (1994), Pukkelpop (1994) en Rock Werchter (1996).
Waar Afghan Whigs in de beginjaren vooral een rauwe garage-rockband was, met groepen als the Replacements (Paul Westerberg) als grote inspiratiebron, worden geleidelijk aan de R&B- en soulinvloeden sterker.
Zonder ooit mainstream te worden wordt hun sound verfijnder, waardoor ze meer succes bij het grote publiek krijgen.
Het album "Black Love" uit 1996 kent dan ook een eerste bescheiden commercieel succes in de V.S. (nr. 79 in de Billboard Top 200).
Naar aanleiding van een juridisch conflict met platenlabel Elektra komt zanger Greg Dulli in een depressie terecht.
Dulli begint meer en meer te werken aan solo- en nevenprojecten, waaruit in 1997 zijn nieuwe band The Twilight Singers ontstaat.
Afghan Whigs tekent een contract bij Columbia Records en neemt in 1998 nog één album op, getiteld "1965", verwijzend naar het geboortejaar van bandleden Greg Dulli en John Curley.
De band gaat in 2001 uit elkaar en Greg Dulli vormt in 2003 samen met Mark Lanegan The Gutter Twins.
In 2006 volgt een kortstondige hereniging voor een aantal studio-opnames, die terug te vinden zijn op het compilatie-album "Unbreakable: A Retrospective 1990–2006", uitgebracht in juni 2007.
Een definitieve reünie komt er pas in 2012, als Afghan Whigs een aantal live optredens geeft, o.a. in Londen, New Jersey, op het befaamde Lollapalooza-festival, en ook op Pinkpop en Pukkelpop.
De band blijft toeren in de V.S. en in april 2014 wordt het eerste album in 16 jaar, met de titel "Do the Beast", aangekondigd, waarna opnieuw een wereldtournee volgt.
In februari 2016 begint Greg Dulli aan een nieuwe solo-tournee.
In 2017 speelt de band onder meer op het Duitse Halder-festival. Het concert wordt opgenomen voor Rockpalast.

## Samenstelling
De band bestond oorspronkelijk uit Greg Dulli (zang, gitaar), Rick McCollum (gitaar), John Curley (basgitaar), en Steve Earle (drums).
In 2006 kwam er een korte hereniging, die enkele nieuwe studio-opnames opleverde.
Een definitieve hereniging kwam er pas in 2012, zij het zonder drummer Steve Earle, voor een aantal live optredens in Londen, New Jersey en op het Lollapalooza-festival.
Na verschillende optredens in de V.S. werd in april 2014 het album "Do to the Beast" aangekondigd.
In februari 2014 had echter ook gitarist Rick McCollum de groep verlaten, de gitaarstukken op "Do to the Beast" werden daarom gespeeld door verschillende muzikanten, zoals Dave Rosser, Jon Skibic and Mark McGuire.
In 2014 werd drummer Patrick Keeler (ook actief in The Raconteurs) opgenomen in de band.

## Discografie

### Studioalbums
- 1988 Big Top Halloween (Ultrasuede)
- 1990 Up in It (Sub Pop)
- 1992 Congregation (Sub Pop)
- 1993 Gentlemen (Elektra Records)
- 1996 Black Love (Elektra Records)
- 1998 1965 (Columbia Records)
- 2007 Unbreakable: A Retrospective 1990-2006 (Rhino/Wea)
- 2014 Do To The Beast (Sub Pop)
- 2017 In Spades (Sub Pop)
- 2022 How Do You Burn? (BMG)

### Ep's
- 1992 Uptown Avondale (Sub Pop)
- 1994 What Jail Is Like EP (Elektra)
- 1996 Honky's Ladder EP (Elektra Records, Mute Records)
- 1996 Bonnie & Clyde EP (Elektra)